# Roland Hennig
Roland Hennig, född den 19 december 1967 i Hoyerswerda, Tyskland, är en östtysk tävlingscyklist som tog OS-silver i lagförföljelsen vid olympiska sommarspelen 1988 i Seoul. 